# 코리아닷컴
코리아닷컴(www.korea.com)은 2000년 9월 서비스를 시작한 대한민국의 포털 사이트이다. 운영 회사 명칭은 (주)코리아닷컴커뮤니케이션즈이다.
1998년 나스닥 상장에 성공한 초고속 인터넷 서비스 업체인 두루넷의 TF 팀에서 시작이 되었다. 커뮤니티 서비스 dvvb, 커뮤니케이션 서비스 이메일, 커머스 서비스를 비롯한 각종 채널 서비스를 운영하였다. 이후 두루넷이 법정 관리가 되면서 경영난을 겪었고 2006년 대성그룹에서 인수 하여 운영을 하고 있다.
도메인의 장점을 활용 하여 한국을 외국에 알리는 서비스와 반대로 한국을 알고 싶어 하는 외국인을 위한 사이트도 운영을 하고 있다.

## 운영되는 서비스
- 메일: 메일, SMS, 웹펙스, 일정관리, 주소록
- 유틸리티: 원격PC 제어, 유해사이트 차단, 스카이프
- 정보: 날씨, 건강, 다이어트
- 이슈: 대종상, 독도
- 기타: 뉴스, 쇼핑, 한류컨텐츠